# Église Saint-Martin de Scey-sur-Saône
Pour les articles homonymes, voir Église Saint-Martin et Saint-Martin.
L'église Saint-Martin est une église catholique située à Scey-sur-Saône-et-Saint-Albin, en France.

## Localisation
L'église est située sur la commune de Scey-sur-Saône-et-Saint-Albin, dans le département français de la Haute-Saône.

## Historique
Commencée en 1739 selon les plans de l'architecte Jean-Pierre Galezot, la construction de l'église est achevée en 1761. Le clocher-porche, relié à l'église par deux quarts de cercle terminés par des pilastres doriques à refends, présente un portail en plein cintre à clef encadré de pilastres et surmonté d'oculus. Le rez-de-chaussée est décoré d'un ordre ionique classique avec triglyphes, de même que le premier étage ;  l'étage du beffroi est flanqué de pilastres d'angle de style dorique ornés de refends et reçoit une toiture à l'impériale coiffée d'un obélisque. Le porche vouté mène à un portail architecturé dans le style du XVIIe siècle fermé par une claire-voie en fer forgé du XVIIIe siècle. S'inscrivant dans le type des églises-halles, l'intérieur présente trois nefs de cinq travées et six chapelles secondaires. La nef principale est voutée en berceau, les collatéraux en arêtes. De hauts piliers cruciformes garnis de pilastres corinthiens les séparent. La dernière travée formant un transept précède le chœur se terminant par une abside polygonale.

## Protection
L'édifice est classé au titre des monuments historiques en 2010.